# Біла Кольонія
Біла Кольонія (пол. Biała Kolonia) — село в Польщі, у гміні Ґродзець Конінського повіту Великопольського воєводства.
Населення — 128 осіб (2011).
У 1975-1998 роках село належало до Конінського воєводства.

## Демографія
Демографічна структура станом на 31 березня 2011 року:
|          | Загалом | Допрацездатний вік | Працездатний вік | Постпрацездатний вік |
| -------- | ------- | ------------------ | ---------------- | -------------------- |
| Чоловіки | 62      | 13                 | 45               | 4                    |
| Жінки    | 66      | 16                 | 36               | 14                   |
| Разом    | 128     | 29                 | 81               | 18                   |